# جيمس مايكل أولمان
جيمس مايكل أولمان (بالإنجليزية: James Michael Ullman)‏ (1925 - 22 فبراير 1997)؛ صحفي وروائي أمريكي.